# Yvette Laclé
Yvette Laclé (Paramaribo, 25 de agosto de 1955) es una política neerlandesa, nativa de Surinam, que vive en Ámsterdam desde el 2002. 
Luego de trabajar como prostituta y haber sido drogadicta, se convirtió en miembro del pentecostalismo y una activa colaboradora en ayuda a los adictos a las drogas. Laclé es conocida por su homofobia y sus puntos de vista cristianos extremistas respecto a los derechos LGBT, y de hecho sus posturas son tan extremas, que en el 2008 fueron motivo de su expulsión del conservador Partido Demócrata Cristiano de la Unión Cristiana.

## Biografía
Nacida en Surinam, Laclé llegó a los Países Bajos cuando tenía ocho años. Después de que sus padres se divorciaron, fue criada por su madre. Mientras su madre estaba en el trabajo, ella comenzó a consumir drogas. Se fue de casa a la edad de 16 años y comenzó a trabajar como bailarina, primero en el teatro, luego en un club nocturno de Ámsterdam. Un proxeneta le ofreció cocaína, se volvió adicta y trabajó como prostituta a cambio de más y más drogas. Durante sus nueve años como prostituta, tuvo un hijo pero finalmente llegó al punto en que pasó tres días fuera de control por los efectos de las drogas duras, olvidándose por completo de su hijo. Al día siguiente llamó a su madre y le pidió perdón. Su madre la llevó a un centro de rehabilitación donde la trataron con metadona. Consiguió abandonar las drogas, atribuyendo su éxito al "poder de Dios".

## Posturas políticas
Laclé fue inicialmente miembro del partido Christian Union, donde provocó una gran controversia en octubre de 2007 al preparar una moción (luego retirada) que animaba a los homosexuales a abandonar su estilo de vida y volver a los principios cristianos. Como resultado de la controversia, en 2010 Laclé fundó su propio partido político, el Evangelische Partij Nederland (Partido Evangélico de los Países Bajos), pero con solo 942 votos no logró obtener un escaño en las elecciones.